# ISO 3166-2:NO
ISO 3166-2:NO – kody ISO 3166-2 dla okręgów (norw. fylke) w Norwegii.
Pierwsza część oznaczenia to kod Norwegii zgodnie z ISO 3166-1, natomiast druga część oznaczenia znajdująca się po myślniku to kod liczbowy jednostki administracyjnej. 

## Kody ISO
| Kod ISO | Nazwa jednostki administracyjnej | Nazwa jednostki administracyjnej w języku północnolapońskim | Rodzaj jednostki administracyjnej |
| ------- | -------------------------------- | ----------------------------------------------------------- | --------------------------------- |
| NO-02   | Akershus                         | –                                                           | okręg                             |
| NO-09   | Aust-Agder                       | –                                                           | okręg                             |
| NO-06   | Buskerud                         | –                                                           | okręg                             |
| NO-20   | Finnmark                         | Finnmárku                                                   | okręg                             |
| NO-04   | Hedmark                          | –                                                           | okręg                             |
| NO-12   | Hordaland                        | –                                                           | okręg                             |
| NO-15   | Møre og Romsdal                  | –                                                           | okręg                             |
| NO-17   | Nord-Trøndelag                   | –                                                           | okręg                             |
| NO-18   | Nordland                         | –                                                           | okręg                             |
| NO-05   | Oppland                          | –                                                           | okręg                             |
| NO-03   | Oslo                             | –                                                           | okręg                             |
| NO-11   | Rogaland                         | –                                                           | okręg                             |
| NO-16   | Sogn og Fjordane                 | –                                                           | okręg                             |
| NO-14   | Sør-Trøndelag                    | –                                                           | okręg                             |
| NO-08   | Telemark                         | –                                                           | okręg                             |
| NO-19   | Troms                            | Romsa                                                       | okręg                             |
| NO-10   | Vest-Agder                       | –                                                           | okręg                             |
| NO-21   | Vestfold                         | –                                                           | okręg                             |
| NO-22   | Østfold                          | –                                                           | okręg                             |
| NO-21   | Jan Mayen                        | –                                                           | region arktyczny                  |
| NO-21   | Svalbard                         | –                                                           | region arktyczny                  |